# Pcelno, Tărgoviște
Pcelno (în bulgară Пчелно) este un sat în comuna Antonovo, regiunea Tărgoviște,  Bulgaria. 

## Demografie
Componența etnică a satului Pcelno
     Turci (20%)
     Nicio identificare (40%)
     Bulgari (40%)
     Romi (0%)
La recensământul din 2011, populația satului Pcelno era de 15 locuitori. Nu există o etnie majoritară, locuitorii fiind bulgari (40%) și turci (20%). Pentru 40% din locuitori nu este cunoscută apartenența etnică.